# اچ‌ام‌اس بورم‌وود (ام۲۶۱۰)
اچ‌ام‌اس بورم‌وود (ام۲۶۱۰) (به انگلیسی: HMS Boreham (M2610)) یک کشتی بود که طول آن ۱۰۰ فوت (۳۰ متر) بود. این کشتی در سال ۱۹۵۲ ساخته شد.